# Бредихина, Нэлина Александровна
Нэли́на Алекса́ндровна Бреди́хина (род. 3 июня 1939, Новосибирск) — директор Новосибирской государственной областной научной библиотеки (1971-2007). Заслуженный работник культуры РФ. Президент Новосибирского областного библиотечного общества, член Российского книжного союза.

## Биография
Окончила Ленинградский государственный библиотечный институт (1960), после чего работает в Новосибирской областной научной библиотеке: библиотекарь, старший библиотекарь, заведующая читальным залом, главный библиограф отдела зональной краеведческой библиографии, заместитель директора по научной работе и, с 1971 года, директор. В 1974 г. окончила аспирантуру Ленинградского института культуры.
Автор 25 научных работ по вопросам развития библиотечного дела и библиографии Сибири.